# トゥンジェリ
トゥンジェリ（トルコ語: Tunceli）は、トルコの都市。トゥンジェリ県の県都である。2009年国勢調査時点での人口は3万1599人。
旧名称はカラン（トルコ語: Kalan）。もともと、トゥンジェリを中心とする一帯はザザキ語・クルド語を語源とするデルスィムという地名であったが、1935年12月25日にトゥンジェリ県の行政に関する法律 (2884 sayılı Tunceli Vilayeti'nin İdaresi Hakkında Kanun) に基づき、トルコ語で似た意味を持つトゥンジェリ (青銅 Tunçと地方 Eliから。TunçeliやTunceliと表記されていたが1972年にTunçeliの表記はメディアから無くなった)に改称され、県庁所在地カランも県名と同じ名称となり、1937年1月4日にトゥンジェリ県が設置された。
1937年とその翌年にはムスタファ・ケマル・アタテュルクの命により「トゥンジェリ作戦」という作戦が遂行され、数千人の住民が死亡した (デルスィム反乱)。
トルコ東部の中ほどに位置し、トロス山脈を構成するムンズル山脈にいだかれている。トゥンジェリの民にとって、ムンズル山脈はムンズル川などと同じく聖なるものとされる。この地方ではさまざまな文明が興亡してきたが、そのなかではユーフラテス川上流部で興ったものが最も古い。中世に築かれたペルテク城は現在もよい状態で残されており、ムンズル渓谷国立公園も一見の価値がある。